# Sergio Marelli
Sergio Marelli, né le 24 mai 1926, à Varèse, en Italie et décédé en juillet 2006, est un ancien joueur et dirigeant italien de basket-ball.